# Condado de Módica

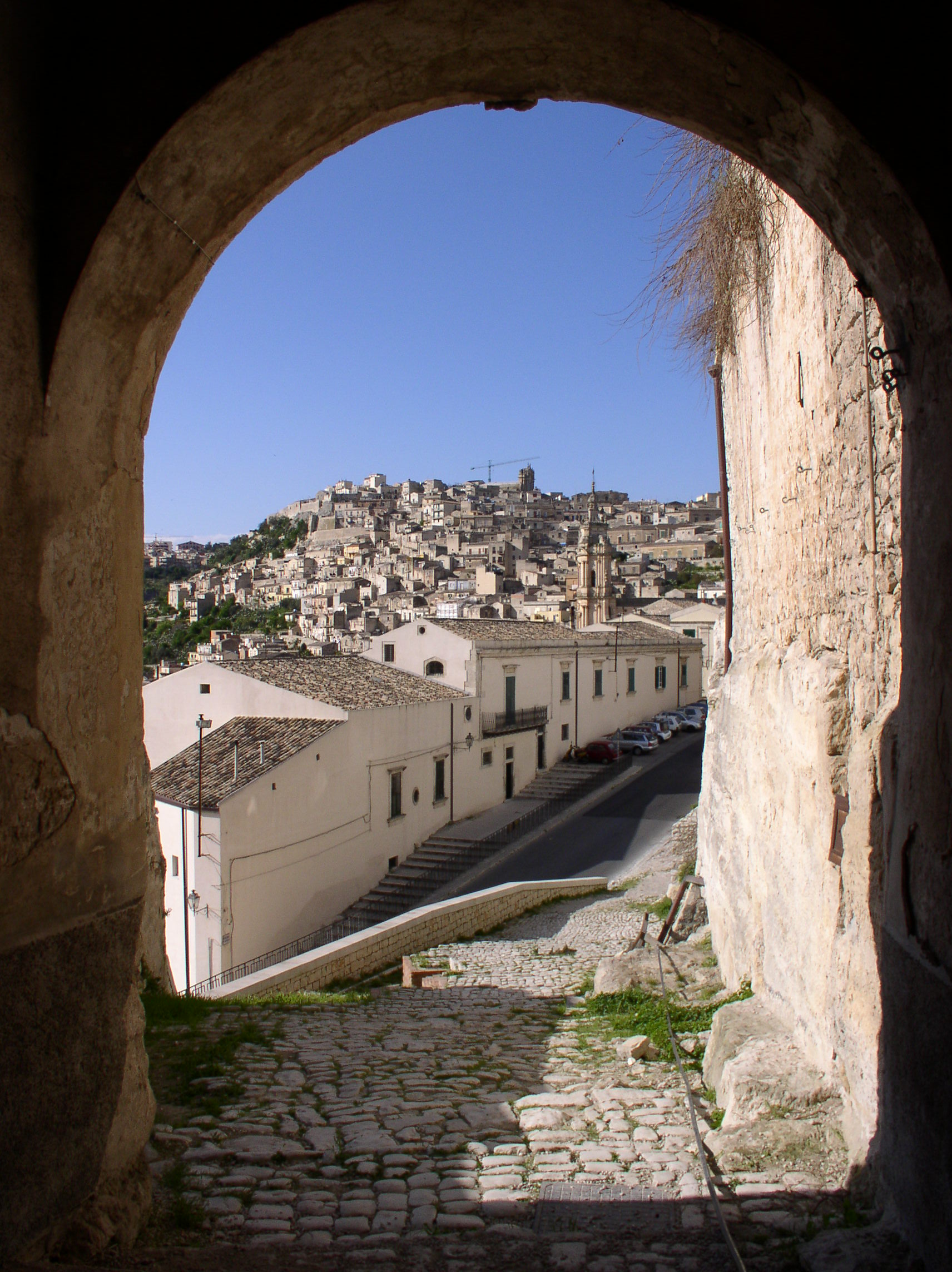
Entrada al Castillo de Módica.

El condado de Módica es un título nobiliario español creado por el rey Martín I de Sicilia a favor de Bernardo de Cabrera. Su nombre se refiere al municipio siciliano de Módica. El título pasó a la casa de Híjar en la persona de Juan Fernández de Híjar y Cabrera, hijo de Juan Fernández de Híjar, VI señor de la baronía de Híjar y I señor de Lécera y de su segunda esposa Timbor de Cabrera, hija del I conde de Módica. 

## Condes de Módica
- Bernardo IV de Cabrera (1352-1423), I conde de Módica, conde de Osuna, vizconde de Cabrera, vizconde de Bas y barón de Montclús.
- Cayetana Fitz-James Stuart, XXI condesa de Módica.
- Carlos Fitz-James Stuart y Martínez de Irujo, XXII conde de Módica.